# Port lotniczy Sowietskij
Port lotniczy Sowietskij (IATA: OVS, ICAO: USHS) – port lotniczy położony 4 km na południe od centrum miasta Sowietskij, w autonomicznym Okręgu Chanty-Mansyjskim – Jurga, w Rosji.

## Kierunki lotów i linie lotnicze
| Linia lotnicza        | Kierunek                                                                    |
| --------------------- | --------------------------------------------------------------------------- |
| Gazpromavia           | 1. Anapa 2. Biełojarsk 3. Moskwa-Wnukowo 4. Nadym 5. Soczi 6. Jekaterynburg |
| Orenburzhye           | 1. Chanty-Mansyjsk 2. Jekaterynburg                                         |
| Severstal Air Company | 1. Sankt Petersburg                                                         |
| UTair Aviation        | 1. Biełojarsk 2. Tiumeń                                                     |
| Yamal Airlines        | 1. Moskwa-Domodiedowo 2. Jekaterynburg                                      |